# Элис Рузвельт Лонгворт
Элис Ли Рузвельт Лонгворт (англ. Alice Lee Roosevelt Longworth; 12 февраля 1884[…], Манхэттен, Нью-Йорк — 20 февраля 1980[…], Вашингтон) — американская писательница и видная светская львица.
Она была старшим ребенком президента США Теодора Рузвельта и единственным ребенком его первой жены Элис Хэтэуэй Ли. Жизнь Лонгворт была противоречивой и не соответствовала общепринятым нормам. Её брак с конгрессменом Николасом Лонгвортом III, лидером Республиканской партии и 38-м спикером Палаты представителей США, был шатким, и единственный её ребенок — Паулина — был рождён от романа с сенатором Уильямом Бора (как позже выяснилось из записей в её личных дневниках).

## Детство

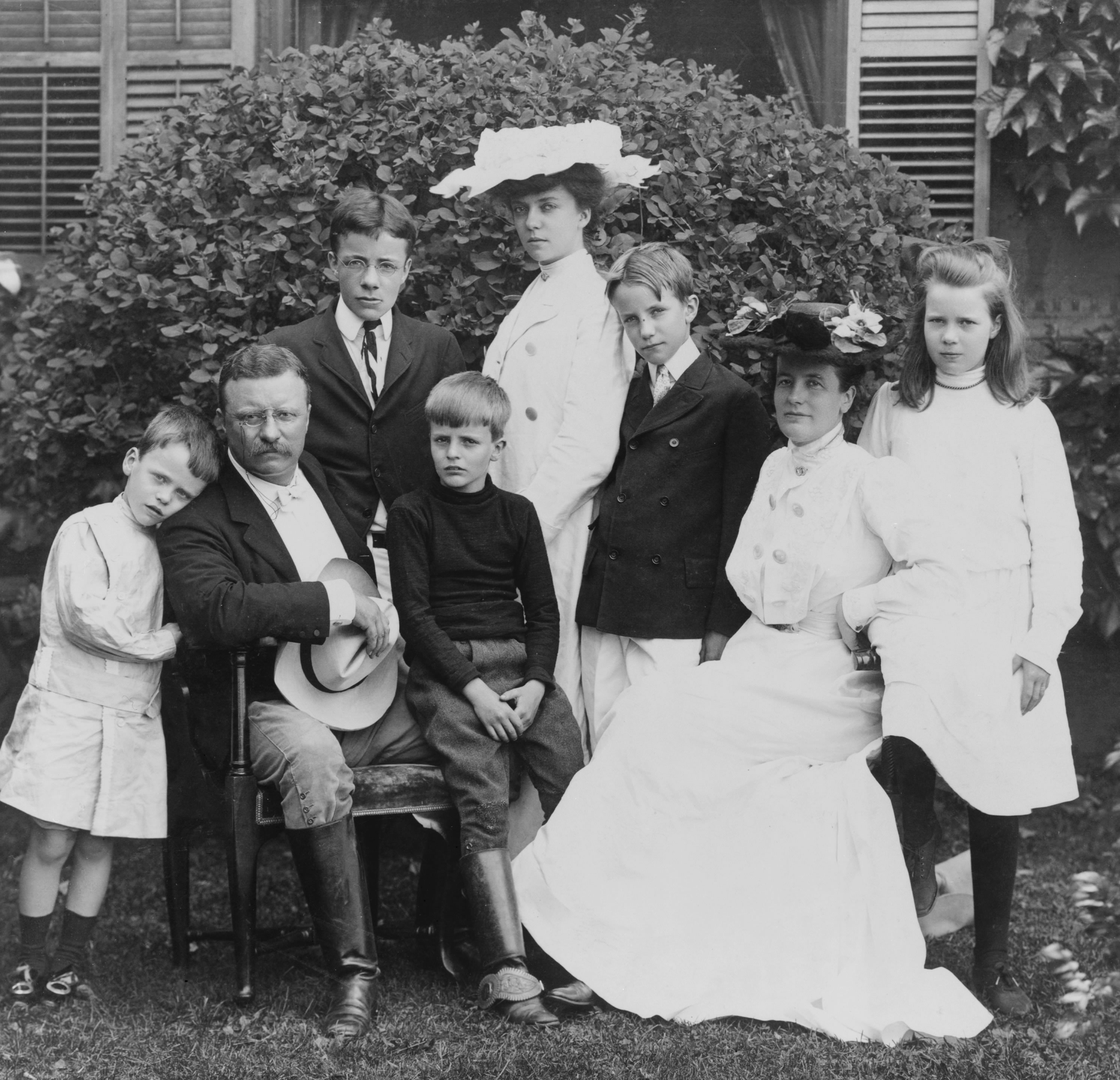
Семья Рузвельтов в 1903 году. Квентин слева, Теодор Рузвельт, Тед, Арчи, Элис, Кермит, Эдит и Этель.

Элис Ли Рузвельт родилась в доме семьи Рузвельтов, который находится по адресу 6 West 57th St. Manhattan, New York. Ее мать, Элис Хэтэуэй Ли Рузвельт, была наследницей бостонского банкира. Ее отец, Теодор, был тогда членом законодательного собрания штата Нью-Йорк. Элис, родом из Ойстер-Бей Рузвельт, была потомком семьи Скайлер.
Через два дня после рождения Элис в том же доме от недиагностированной почечной недостаточности умерла её мать. Одиннадцатью часами ранее в тот же день мать Теодора, Марта Стюарт «Митти» Буллох, умерла от брюшного тифа. Эти события наложат большой отпечаток на жизнь её отца.
Впоследствии, Теодор Рузвельт был так расстроен смертью жены, что не мог и думать о ней. Он почти никогда больше не говорил о ней, не позволял упоминать ее в своем присутствии и даже не упомянул ее имя в своей автобиографии. Поэтому его дочь Элис в кругу семьи называли просто «Бэби Ли» вместо имени. Она продолжала называть себя так даже в конце жизни, часто предпочитая, чтобы ее называли «Миссис Л.», а не «Алиса».
В поисках утешения, Теодор оставил Нью-Йорк и отправился на Запад, где провёл два года в путешествиях и на своем ранчо в Северной Дакоте. Он оставил маленькую дочь на попечение своей сестры Анны, известной как «Бэми» или «Бай». Письма к Бэми раскрывают беспокойство Теодора за дочь. В одном письме 1884 года он написал: «Надеюсь, Мышонок будет очень хитрым, я буду очень любить ее»
Бэми оказала значительное влияние на юную Элис, которая позже с восхищением так отзывалась о ней: «Если бы тетя Бай была мужчиной, она была бы президентом». Бэми взяла ее под свою бдительную опеку, отправив Элис в свой наполненный книгами дом на Манхэттене, пока Теодор не женился вторично.
После того, как Теодор женился во второй раз на Эдит Кермит Кэроу, Элис воспитывали отец и мачеха. Благодаря этому браку у Элис было четыре единокровных брата и сестра: Теодор III (Тед), Кермит, Этель, Арчи и Квентин. Отец и Эдит жили в браке до его кончины в январе 1919 года. На протяжении большей части детства Элис, Бэми оставалась в отдалении фигурой в ее жизни. Позже Бэми вышла замуж и на время переехала в Лондон. Когда Элис вступила в конфликт со своим отцом и мачехой, тетя «Бай» обеспечила необходимый порядок в этом конфликте. В конце жизни Элис так говорила о своей тете: «В каждой семье всегда есть кто-то, кто держит ее вместе. В нашей это была тетя Бай».

## Отношения с мачехой
Между юной Алисой и ее мачехой Эдит были напряженные отношения. Эдит знала предыдущую жену своего мужа и дала понять, что считает свою предшественницу красивой, но не имеющий вкуса дурой, которая вела себя, как ребенок. Эдит однажды сердито сказала падчерице, что если бы Элис Хэтэуэй Ли была жива, она бы до смерти наскучила Теодору.
Элис выросла независимой, общительной и уверенной в себе. Когда ее отец был губернатором штата Нью-Йорк, он и его жена предложили Элис посещать консервативную школу для девочек в Нью-Йорке. В ответ Элис написала: «Если вы пошлете меня туда, я опозорю вас. Я сделаю то, что вас опозорит. Уверяю вас, что я сделаю это.»
В последующие годы Алиса выразила восхищение чувством юмора своей мачехи и заявила, что у них были схожие вкусы в литературе. В своей автобиографии «Crowded Hours» Элис писала об Эдит Кэрроу: «То, что я была ребенком от другого брака, было просто фактом и создавало ситуацию, с которой нужно было смириться, и Мать смирилась с ней, честно, с обаянием и умом, которых у нее больше, чем почти у любого другого, кого я знаю».

## Президентский пост отца

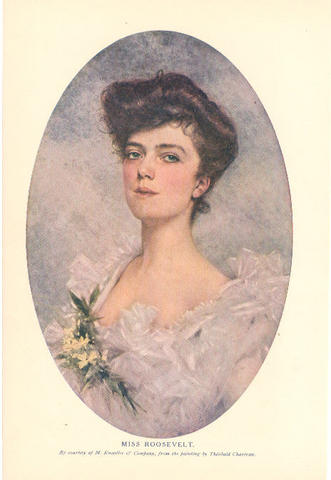
Элис Рузвельт, портрет Теобальда Чартрана, 1901 год.

После убийства президента Уильяма МакКинли в Буффало в 1901 году ее отец вступил в должность. Это событие, как сообщается, она встретила с «чистейшим восторгом». Элис стала знаменитостью и иконой моды в 17 лет, и во время своего светского дебюта в 1902 году она носила платье, которое стало известно как «голубое платье Элис», что задавало тенденцию в выборе цвета в женской одежде и породило популярную песню «Голубое платье Элис».

### Общественная жизнь
Элис была в центре внимания в контексте президентского поста своего отца, и она преуспевала в такой жизни, даже несмотря на то, что ее раздражали некоторые ограничения, наложенные на нее таким вниманием. В этом Элис походила на своего отца. Позже она скажет о Теодоре: «Он хочет быть невестой на каждой свадьбе, трупом на каждых похоронах и младенцем на каждых крестинах». Ее откровенность и выходки покорили сердца американцев, которые, как сообщается, прозвали ее «принцессой Элис».
Элис была известна как та, кто нарушает правила в эпоху, когда большинство женщин соответствовали социальным нормам. Парижский журнал Journal des débats отмечал, что за 15 месяцев Элис Рузвельт побывала на 407 обедах, 350 балах и 300 вечеринках. В одной газете утверждалось, что она скандально разделась до нижнего белья во время пьяной оргии, устроенной в особняке в Ньюпорте, штат Род-Айленд, и танцевала на столе, однако эта история оказалась выдумкой. Она публично курила сигареты, ездила в машинах с мужчинами, гуляла допоздна, держала в Белом доме домашнюю змею по имени Эмили Шпинат (Эмили в честь ее тетушки старой девы и шпинат из-за ее зеленой окраски), а также ее видели, делающей ставки у букмекера.
11 мая 1908 года Элис развлекалась в галерее Капитолия в Палате представителей, подсунув гвоздь в стул «достойного джентльмена среднего возраста», который, однако остался неизвестен. Несчастный вскочил со стула от боли и неожиданности, пока сама Элис смотрела куда-то в сторону.

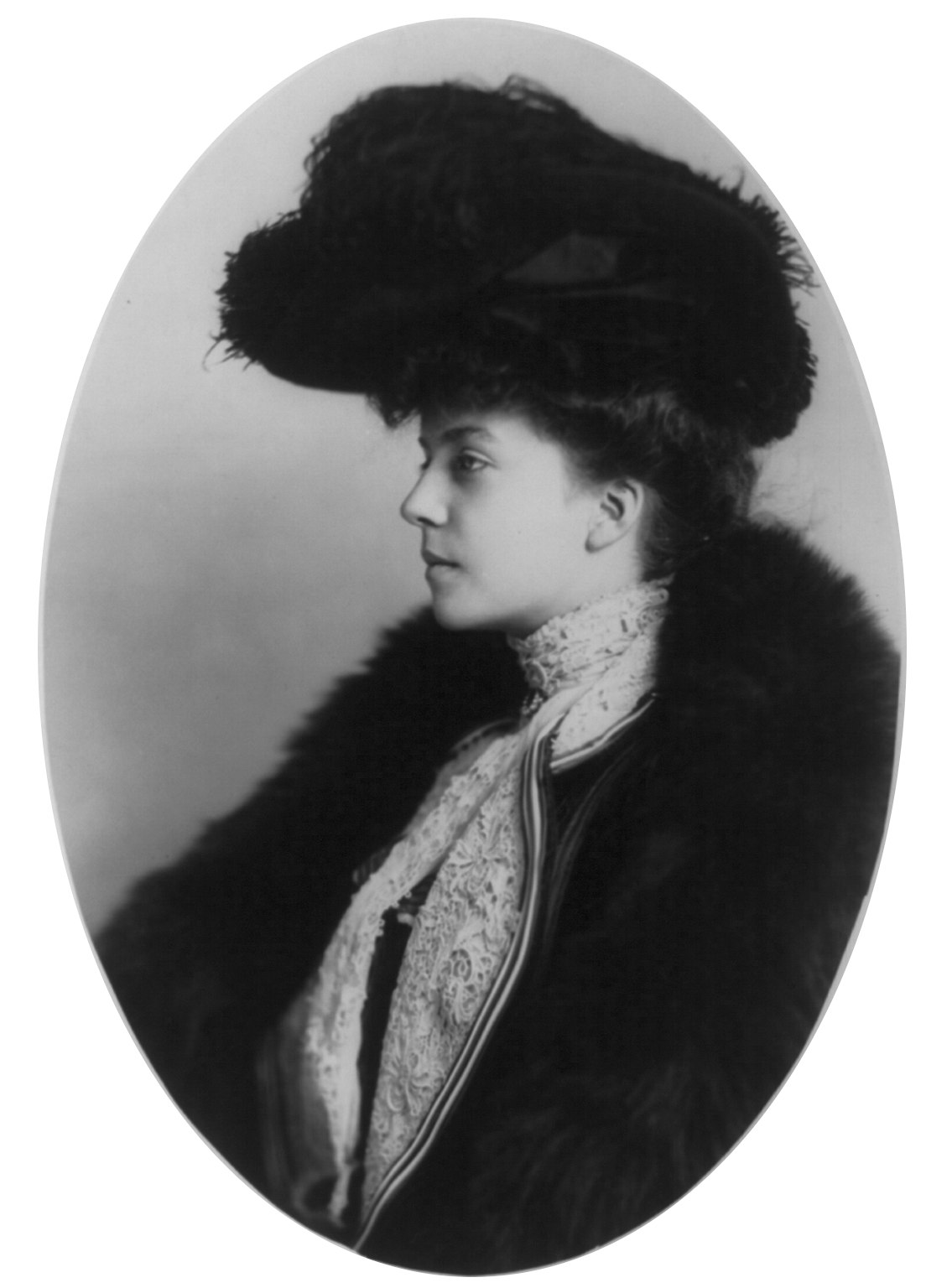
Студийный портрет Элис Рузвельт (1902 год) работы Фрэнсиса Бенджамина Джонстона.

Однажды посетитель Белого дома прокомментировал привычку Элис перебивать во время встреч в Овальном кабинете, чтобы дать совет по политическим вопросам. Тогда уставший президент ответил своему другу, писателю Оуэну Вистеру, (после того, как Элис в третий раз прервала их разговор, и он пригрозил «выбросить ее в окно»): «Я могу либо управлять страной, либо заниматься Элис, но я не могу делать и то, и другое».

### Поездка по Азии

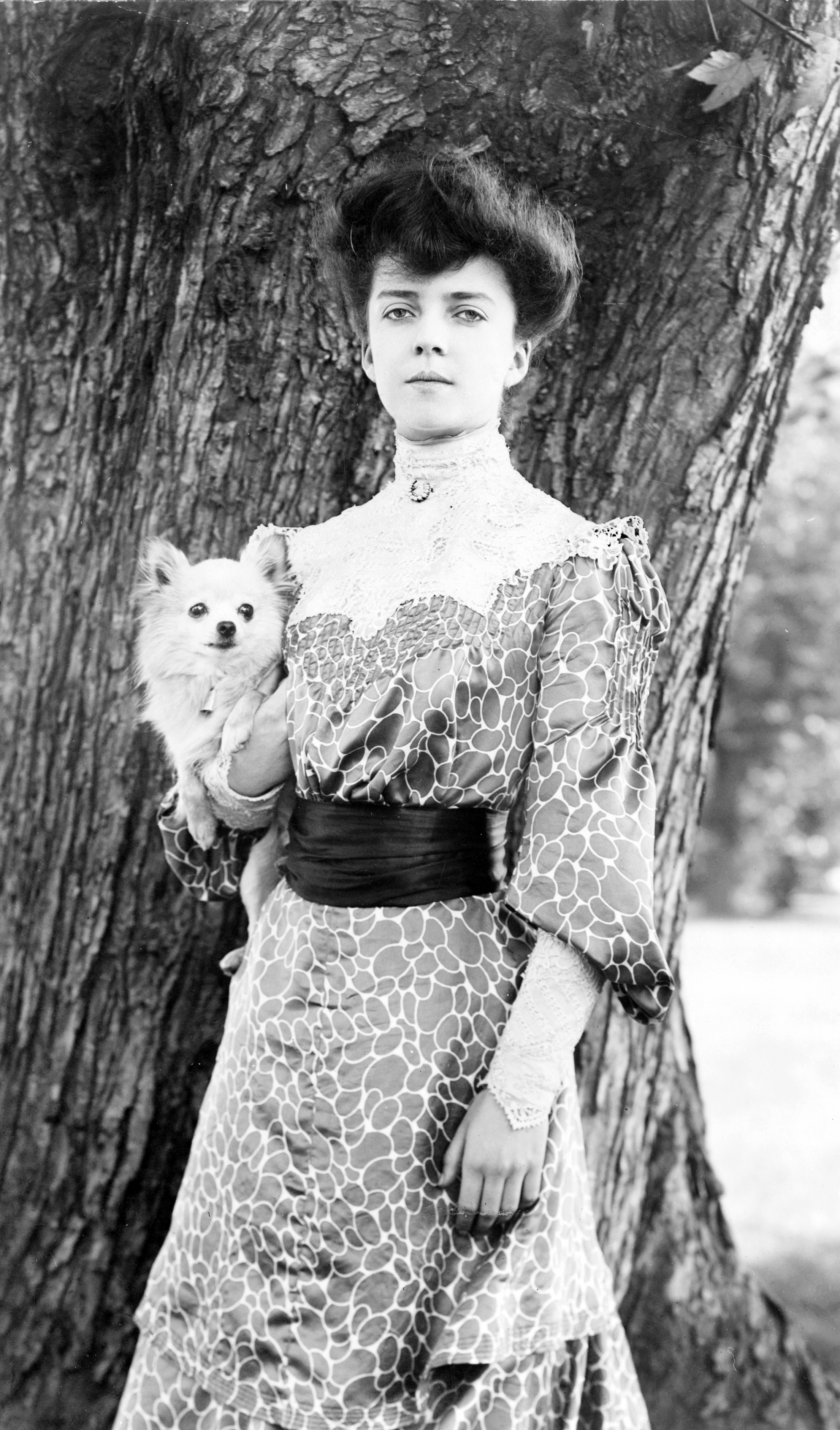
Элис Рузвельт в 1902 году со своей собакой Лео (длинношерстной чихуахуа). Вдовствующая китайская императрица Цыси в 1905 году также подарила ей пекинеса по кличке Маньчжурия.

В 1905 году Элис вместе с военным министром своего отца Уильямом Говардом Тафтом возглавила американскую делегацию в Японии, на Гавайях, в Китае, на Филиппинах и в Корее. Это была самая крупная дипломатическая миссия, состоявшая из 23 конгрессменов (включая ее будущего мужа Николаса Лонгворта), семи сенаторов, дипломатов, официальных лиц и бизнесменов.
Во время плавания в Японию Элис полностью одетая прыгнула в плавательный бассейн на корабле и уговорила конгрессмена Уильяма Бурка Кокрана присоединиться к ней. Газеты выставили историю в романтическом свете, и сообщили, что это был Лонгворт. (Спустя годы Бобби Кеннеди упрекнул Элис в этом инциденте, сказав, что это было возмутительно для того времени, на что восьмидесятилетняя Элис ответила, что это было бы возмутительно, только если бы она тогда сняла одежду.) В своей автобиографии «Crowded Hours» Элис писала об этом событии, указывая, что между льняной юбкой и блузкой, которые тогда были на ней, и женским купальником тех времен не было большой разницы.

## Семейная жизнь

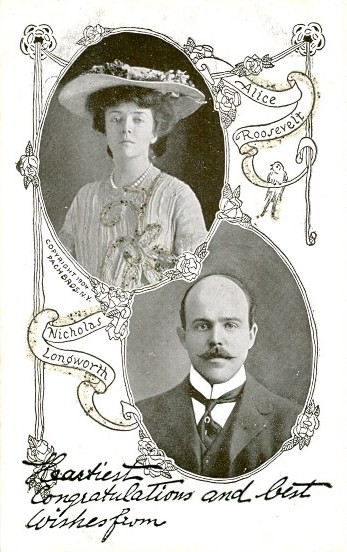
Открытка 1906 года, связанная со свадьбой Элис.

В декабре 1905 года, после возвращения в Вашингтон из дипломатических миссий, Элис обручилась с Николасом Лонгвортом III, членом Палаты представителей США и республиканцем из Цинциннати, штат Огайо, который позднее станет спикером Палаты представителей. Оба они вращались в одних и тех же общественных кругах в течение нескольких лет, но их отношения закрепились только во время «Имперского Круиза». Потомок известной в обществе семьи из Огайо, Лонгворт был на 14 лет старше Элис и имел репутацию плейбоя из Вашингтона.
Их свадьба состоялась в феврале 1906 года и стала событием сезона в светских кругах. На ней присутствовало более тысячи приглашенных гостей, но тем не менее, многие тысячи людей собрались снаружи в надежде хотя бы мельком увидеть невесту. Она была одета в голубое свадебное платье и во время церемонии разрубила свадебный торт шпагой, позаимствованной у военного, присутствовавшего на приеме. Сразу после свадьбы пара уехала на медовый месяц, который включал путешествие на Кубу и посещение семьи Лонгвортов в Цинциннати. Затем последовали поездки в Англию и на континент, которые включали обеды с королем Соединенного Королевства Эдуардом VII, кайзером Германии Вильгельмом II, Жоржем Клемансо, Уайтлоу Ридом, лордом Керзоном и Уильямом Дженнингсом Брайаном. Они купили дом по адресу «2009 Massachusetts Avenue, N.W.» в Вашингтоне, округ Колумбия, где сейчас находится штаб-квартира Washington Legal Foundation.
Элис публично поддержала кандидатуру своего отца в президенты на выборах 1912 года, в то время как ее муж остался верен своему наставнику, президенту Уильяму Говарду Тафту, и баллотировался на переизбрание от партии республиканцев. В том же году Николас Лонгворт едва не проиграл свое место в Палате представителей кандидату от Демократической партии Стэнли Э. Боудли.
Во время избирательной кампании Элис вышла на сцену с кандидатом в вице-президенты своего отца Хирамом Джонсоном в округе Лонгворта. Тогда Лонгворт потерял примерно 105 голосов, и Элис пошутила, что она стоит как минимум 100 голосов (имеется в виду, что она была причиной поражения своего супруга). Однако Николас Лонгворт был снова избран в 1914 году и оставался в Палате представителей до конца своей жизни.
Кампания Элис против мужа охладила их брак. Как сообщается в биографии Алисы Кэрол Фельсенталь и в книге Бетти Бойд Кэроли «Женщины семьи Рузвельт» («The Roosevelt Women»), а также журналисткой Time Ребеккой Уинтерс Киган, в округе Колумбия было принято считать, что у нее также был долгий роман с сенатором Уильямом Бора, и дневники Элис, прочитанные исследователями указывает на то, что Бора был отцом ее дочери Паулины Лонгворт (1925—1957).
Элис была известна своим «кристально-злобным» юмором даже в этой деликатной ситуации. Изначально она хотела назвать свою дочь «Дебора», как «де Бора». И, по словам одного друга семьи, «все называли ее [Паулину] „Аврора Бора Элис“».

## Жизнь после окончания президентского срока Теодора Рузвельта

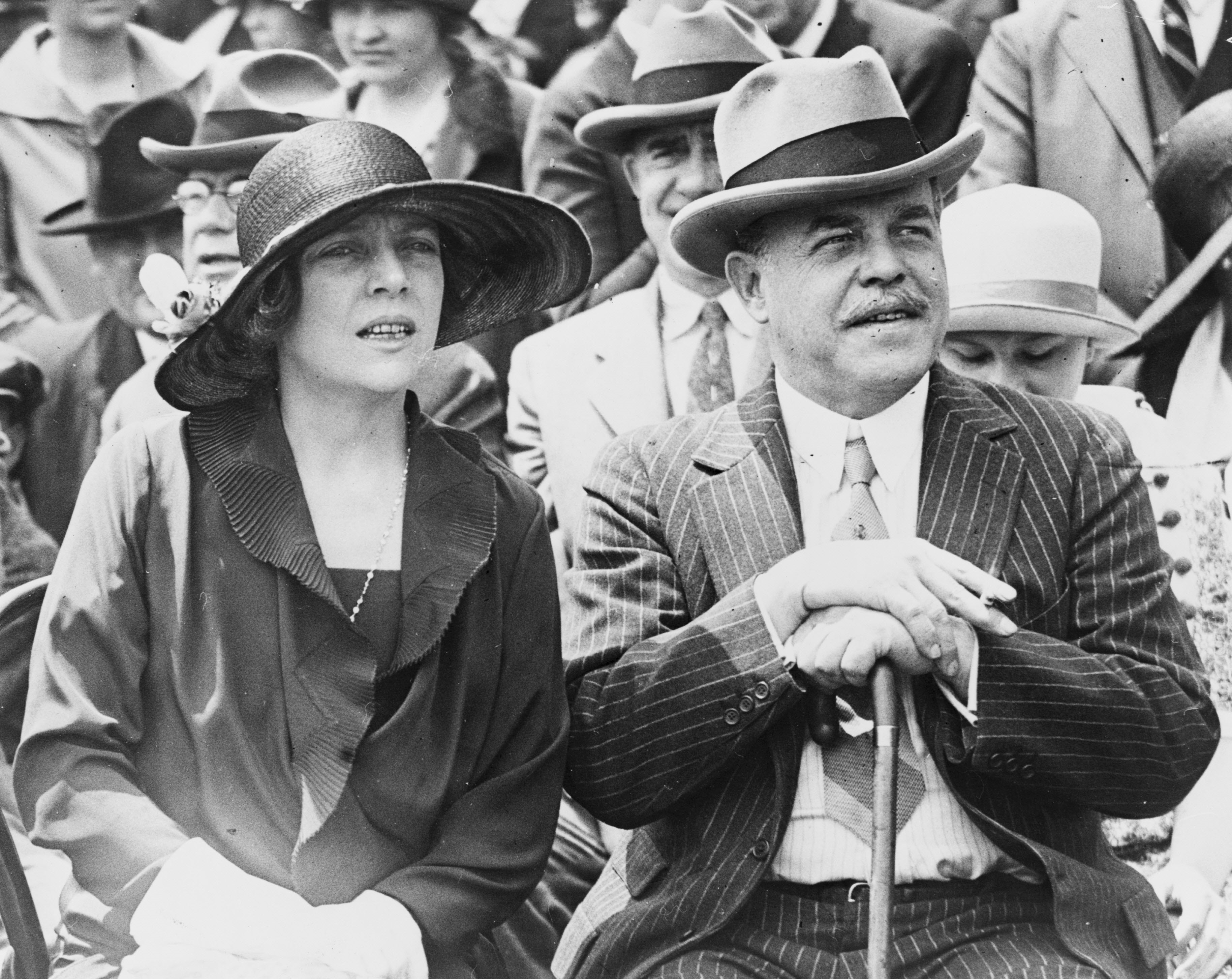
Элис Рузвельт Лонгворт и ее муж, спикер Палаты представителей и конгрессмен от штата Огайо Николас Лонгворт на ступенях Капитолия США в 1926 году.

Когда семье Рузвельтов пришло время выезжать из Белого дома, Элис зарыла во дворе перед домом куклу вуду новой первой леди Нелли Тафт. Позже Тафт запретил ей вход на территорию Белого Дома — это был первый, но не последний президент, сделавший это. Во время президентского срока Вудро Вильсона (который запретил ей вход на территорию Белого Дома в 1916 году за непристойную шутку в его адрес) Элис выступала против вступления Соединенных Штатов в Лигу Наций.
Во время Великой депрессии, когда она, как и многие другие американцы, столкнулась с финансовыми трудностями, ей пришлось сняться в рекламе табака, чтобы заработать денег. Она также опубликовала автобиографию Crowded Hours. Книга хорошо продавалась и получила восторженные отзывы. Time похвалило «беззаботную живость» книги.
Остроумие Элис могло оказать политическое влияние как на друзей, так и на врагов. Когда журналист и ее двоюродный брат Джозеф Райт Олсоп V заявил, что кандидат в президенты от республиканцев Венделл Уилки, надежда республиканцев победить Франклина Делано Рузвельта в 1940 году, пользуется поддержкой широких масс, она ответила «да, широких масс 10 000 загородных клубов». Во время президентской кампании 1940 года она публично заявила, что «скорее проголосует за Гитлера, чем за Франклина на третий срок». Элис разгромила Томаса Дьюи, соперника ее кузена Франклина в 1944 году, сравнив республиканца с «женихом на свадебном торте». Образ прижился, и губернатор Дьюи проиграл двое президентских выборов подряд.
Паулина Лонгворт [дочь Элис] вышла замуж за Александра Маккормика Штурма, от которого у нее родилась дочь Джоанна [внучка Элис] (9 июля 1946). Александр умер в 1951 году. Сама Паулина умерла в 1957 году от передозировки снотворного.
Незадолго до смерти Паулины они с Элис обсудили опеку за Джоанной на случай такого события. Элис боролась и добилась опеки над внучкой, которую вырастила сама. В отличие от отношений Элис с дочерью, она обожала внучку, и они были очень близки. В статье «American Heritage» в 1969 году Джоанна была описана как «очень привлекательная и интеллектуальная двадцатидвухлетняя девушка» и названа «Спонсором юности миссис Лонгворт…». .

## Политические связи

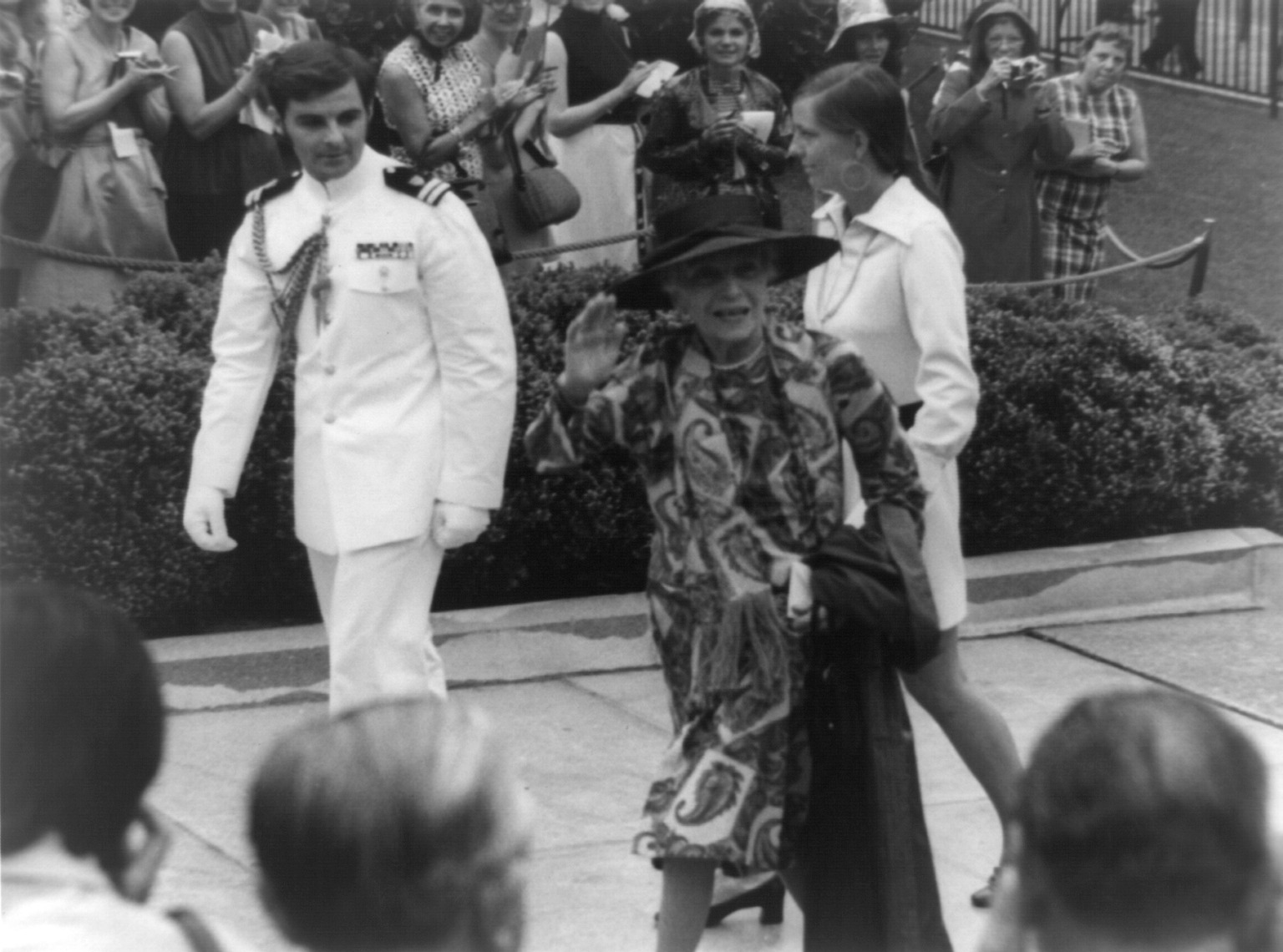
Элис Рузвельт Лонгворт со своей внучкой Джоанной Штурм на свадьбе в Триша Никсон в 1971 году.

С раннего возраста Элис была интересна политика. Когда преклонный возраст и болезнь вывели из строя ее тетю Бэми, Элис заняла ее место в качестве неофициального политического советника своего отца. Она предостерегала отца от того, чтобы бросить вызов повторному выдвижению Уильяма Ховарда Тафта на выборах 1912 года.
Элис придерживалась жесткой отрицательной позиции по отношению к демократам и в юности симпатизировала консервативному крылу Республиканской партии. Она поддержала своего единокровного брата Теодора Рузвельта-младшего, когда он баллотировался на пост губернатора штата Нью-Йорк в 1924 году. Когда Франклин Д. Рузвельт баллотировался на пост президента в 1932 году, Элис публично выступила против его кандидатуры. В октябре 1932 года в «Ladies' Home Journal» она сказала о Рузвельте следующее: «В политическом смысле его ветвь семьи и наша всегда находились в разных лагерях, и все, что между нами есть общего это наша фамилия… Я республиканец… Я буду голосовать за Гувера… Если бы я не была республиканцем, то на этот раз все равно проголосовала бы за мистера Гувера.»
Хотя Элис не поддерживала Джона Ф. Кеннеди на выборах 1960 года, она, тем не менее, очень полюбила семью Кеннеди и «узнала, какими забавными и привлекательными могут быть демократы». У нее сложилась нежная, хотя иногда и натянутая дружба с Бобби Кеннеди, возможно, из-за его относительно «тонкой кожи». Когда Элис в частном порядке высмеяла его восхождение на гору Кеннеди в Канаде, он не смеялся. Она даже призналась, что голосовала за президента Линдона Джонсона, а не за сенатора Барри Голдуотера в 1964 году, потому что считала Голдуотера слишком злым.
Элис подружилась с Ричардом Никсоном, когда он был вице-президентом. Это произошло в 1957 году, он нес гроб на похоронах Паулины. Когда он вернулся в Калифорнию после второго срока Эйзенхауэра и его поражения на президентских выборах 1960 года, она поддерживала с ним связь и не считала его политическую карьеру оконченной. Элис воодушевила Никсона вернуться в политику и продолжала приглашать его на свои знаменитые обеды. Никсон в ответ пригласил ее на свой первый официальный ужин в Белом Доме и на свадьбу его дочери Триши Никсон в 1971 году.

## Поздняя жизнь
В 1955 году Элис упала и сломала бедренную кость. В 1956 году у нее был диагностирован рак груди, и хотя в то время она успешно перенесла мастэктомию, в 1970 году рак груди был обнаружен снова, что потребовало повторной мастэктомии.

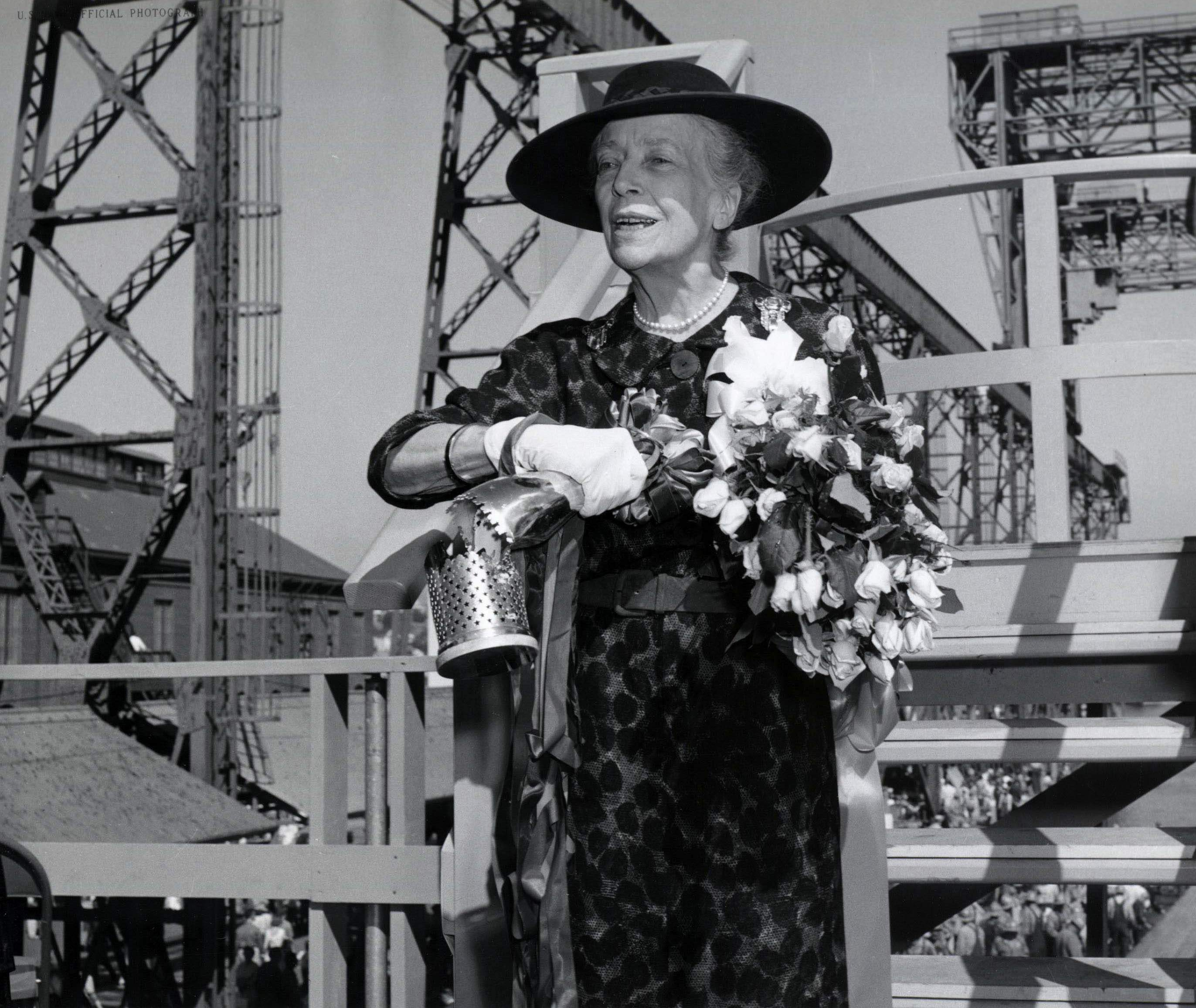
Элис Рузвельт Лонгворт на спуске на воду подводной лодки, названной в честь ее отца, 1959 год.

Элис всю жизнь была членом Республиканской партии, но ее политические симпатии начали меняться, когда она сблизилась с семьей Кеннеди и Линдоном Джонсоном. Она голосовала за демократов в 1964 году и, как известно, поддерживала Бобби Кеннеди на предварительных выборах демократов 1968 года.
После того, как Роберт Ф. Кеннеди был убит в 1968 году, Элис снова поддержала своего друга Ричарда Никсона на выборах 1968 и 1972 годов, точно так же, как она сделала это в его кампании 1960 года против Джона Ф. Кеннеди. Ее телефонный разговор с Никсоном с резкой критикой кандидата от Демократической партии 1972 года Джорджа Макговерна был записан на Кассетах Белого Дома Никсона (Nixon White House tapes).
Ее долгая дружба с Никсоном закончилась после завершения Уотергейтского скандала, в частности, когда Никсоном был процитирован дневник отца Элис времен его отставки, в котором говорилось: «Только если вы были в самой низкой долине, вы можете знать, как здорово быть на самой высокой горной вершине». Это взбесило Элис, которая ругалась в экран телевизора, наблюдая, как он сравнивал свой ранний уход из Белого дома (перед лицом возможного импичмента и возможного уголовного преследования) с потерей ее молодым идеалистически настроенным отцом, жены и матери на том же самом месте в один и тот же день. Никсон, однако, назвал ее «самой интересной [собеседницей века]» и сказал: «Никто, как бы ни был известен, никогда не смог бы затмить ее».
Она оставалась тепло настроенной по отношению к преемнику Никсона, Джеральду Форду, но отсутствие социальной грации со стороны Джимми Картера заставило ее отказаться когда-либо встречаться с ним, последним действующим президентом в ее жизни. В официальном заявлении, посвященном ее смерти, которое было сделано президентом Картером написано: «У нее был стиль, у нее была грация и у нее было чувство юмора, которое заставляло поколения политических новичков в Вашингтоне задаваться вопросом, что хуже — быть пронзенным ее остроумием или остаться проигнорированным ею»
После многих лет, наполненных болезнями Элис умерла в своем доме в Embassy Row 20 февраля 1980 года, через восемь дней после своего 96-летия, от эмфиземы и пневмонии, сопровождавшихся обострением ряда других хронических заболеваний. Она похоронена на кладбище Рок-Крик Вашингтоне, округ Колумбия
Из ее комментариев, которые цитировались в светских кругах, самый известный попал на подушку у нее на диване: «Если вы не можете сказать о ком-то что-то хорошее, сядьте прямо здесь, рядом со мной». Сенатору Джозефу Маккарти, который в шутку сказал на вечеринке: «Вот мое свидание вслепую. Я буду называть вас Элис» — она саркастически ответила — «сенатор Маккарти, вы не будете называть меня Элис. Водитель грузовика, мусорщик и полицейский в моем квартале могут называть меня Элис, а вы не можете». Она сказала президенту Линдону Б. Джонсону, что носит широкополые шляпы, чтобы он не мог ее поцеловать. Когда выяснилось, что у известного сенатора из Вашингтона был роман с женщиной, моложе его вдвое, она пошутила: «Вы не можете заставить суфле подняться дважды». В 60 Minutes с Эриком Севарейдом, которое транслировалось 17 февраля 1974 года, она сказала, что была гедонисткой.

### Книги
- Brough, James. Princess Alice: A Biography of Alice Roosevelt Longworth. Boston: Little, Brown. 1975.
- Caroli, Betty Boyd. The Roosevelt Women. New York: Basic Books, 1998.
- Cordery, Stacy A. Alice: Alice Roosevelt Longworth, from White House Princess to Washington Power Broker. New York: Viking, 2007.
- Felsenthal, Carol. Princess Alice: The Life and Times of Alice Roosevelt Longworth. New York: St. Martin’s Press. 1988.
- Longworth, Alice Roosevelt. Crowded Hours (Autobiography). New York: Scribners. 1933.
- Miller, Nathan. Theodore Roosevelt: A Life. William Morrow, 1992,
- Morris, Edmund. The Rise of Theodore Roosevelt. — New York : Random House Trade Paperback Edition, 2001. — ISBN 0-375-75678-7.
- Nixon, Richard. In the Arena: A Memoir of Victory, Defeat and Renewal. — New York : Simon & Schuster, 1990. — P. 163–164. — ISBN 0-671-72934-9.
- Peyser, Mark. Hissing Cousins: The Untold Story of Eleanor Roosevelt and Alice Roosevelt Longworth / Mark Peyser, Timothy Dwyer. — Doubleday, 2015. — ISBN 9780385536028.
- Teichmann, Howard. Alice: The Life and Times of Alice Roosevelt Longworth. Englewood Cliffs, NJ. 1979.
- Wead, Doug. All the Presidents' Children: Triumph and Tragedy in the Lives of America’s First Families. New York: Atria Books, 2004.

### Статьи
- Marquis James (pseud. Quid), «Princess Alice»  (требуется подписка), The New Yorker 1/2 (February 28, 1925): 9-10. (Profile.)

## Материалы для дальнейшего чтения
- Kerley, Barbara. What to Do About Alice?: How Alice Roosevelt Broke the Rules, Charmed the World, and Drove Her Father Teddy Crazy!. — New York : Scholastic Press, 2008. — ISBN 9780439922319.